# Evangelisch-altreformierte Kirche in Niedersachsen
Die Evangelisch-altreformierte Kirche in Niedersachsen (EAK) ist eine reformierte Freikirche altkonfessioneller Prägung in Nordwestdeutschland, zu der 12 Gemeinden mit rund 6500 Gemeindemitgliedern gehören.

## Geschichte

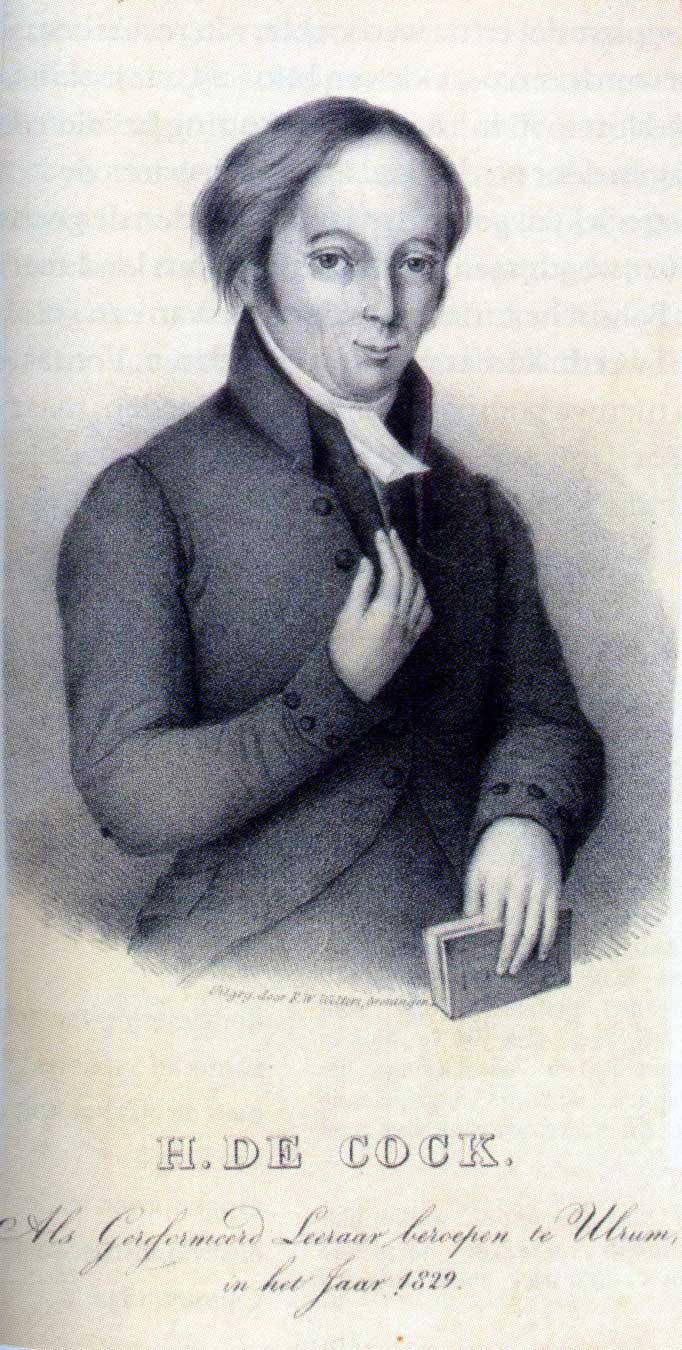
Hendrik de Cock um 1829

Die Evangelisch-altreformierten Gemeinden entstanden ab 1838 in der Grafschaft Bentheim und ab 1854 in Ostfriesland aus den dortigen reformierten Gemeinden. Grund waren die liberalen Strömungen in der Theologie der reformierten Gemeinden, denen sich viele Gemeindeglieder widersetzten und die sich daher von ihren Gemeinden absonderten. Den Anfang machte die niederländische Gemeinde Ulrum in Groningen, die sich von der reformierten Kirche am 13. Oktober 1834 trennte. Ihr Pastor Hendrik de Cock wurde zur Leitfigur der in Ostfriesland und der Grafschaft Bentheim nach ihm benannten „kokschen“ Abscheidungsbewegung (niederländisch Afscheiding).
Die Spaltung war mit nicht unerheblichen Problemen und Repressionen verbunden. Die Laien-Katecheten, die in Lehrversammlungen hauptsächlich den Heidelberger Katechismus auslegten, erhielten Redeverbot, Versammlungsverbote wurden erwirkt und einzelne Gemeindeglieder mit Geld- und Haftstrafen belegt. Die Rechtslage blieb unsicher, da eine staatliche Anerkennung zunächst versagt blieb. 1848 erhielten die altreformierten Gemeinden das Versammlungsrecht. Kirchliche Trauungen waren jedoch bis 1866 nicht anerkannt. Ihre Pastoren wurden bis 1923 in Emden ausgebildet.
In den auf die Abscheidung folgenden Jahrzehnten näherte sich die altreformierte Kirche der benachbarten niederländischen Kirche an, deren Bekenntnisse man teilte. Sie gipfelte 1923 im „vorläufigen Anschluss“ der Kirche an die Gereformeerde Kerken in Nederland (GKN), der bis zum 1. Mai 2004 andauerte. Seit 1923 werden die Pastoren in den Niederlanden ausgebildet. 1936 führte die Altreformierte Kirche auf Druck des NS-Staats ein eigenes Gesangbuch ein. Seit 1970 benutzt sie dasselbe Gesangbuch wie die Evangelisch-reformierte Kirche, also heute deren Ausgabe des Evangelischen Gesangbuchs.
Während der Zeit des Nationalsozialismus stand die übergroße Mehrheit der Altreformierten im Bentheimer Land, ihrer Hochburg, als ehemalige Wähler des streng protestantischen Christlich-Sozialen Volksdienstes in Opposition zum Regime. In der altreformierten Kirchenzeitung Der Grenzbote war 1933 zunächst zwar durchaus Sympathie für die neue Regierung Hitler zu spüren, da diese den kirchenfeindlichen Marxismus bekämpfte und eine christentumsfreundliche Rhetorik im Sinne des Protestantismus in der Region pflegte, doch machte sich bald Unbehagen breit, als es Konflikte um die Sonntagsheiligung gab, weil immer mehr NS-Verbände zum Dienst am Sonntag und dann gezielt während des Gottesdienstes aufforderten oder ein Reichsbischof installiert wurde (→ Kirchenkampf), was dem (alt-)reformierten Selbstverständnis widersprach. Das Band wurde endgültig zerschnitten, als eine Tagung der nationalsozialistischen „Deutschen Christen“ Anfang November 1933 im Berliner Sportpalast das Alte Testament und die Paulusbriefe verwarfen. Wegen dieser Vorfälle beschloss Ende Dezember 1933 die Synode der deutschen altreformierten Kirchen in Bentheim, einen „Mahn- und Weckruf“ zu erlassen. Diese wurde 1934 unter dem Titel „Kundgebung der altreformierten Kirchen Deutschlands zur kirchlichen Lage der Gegenwart“ veröffentlicht und grenzte die altreformierte Kirche von nationalsozialistischen Lehren und Praktiken ab.
Die Nationalsozialisten stießen sich zunehmend daran, dass die Altreformierten im kirchlichen Bereich ausschließlich Niederländisch benutzten, enge Kontakte zum Nachbarland unterhielten und viele Druckerzeugnisse vor allem kirchlicher Art von dort bezogen. Zwischen 1935 und 1939 wurde ihnen mit einer Reihe von Verordnungen untersagt, weiterhin im öffentlichen kirchlichen Leben Niederländisch zu verwenden. Auch der übliche Einsatz von niederländischen Pastoren wie der des späteren Widerstandskämpfers Frits Slomp in der Bentheimer Kirche wurde bekämpft. In der Niedergrafschafter Gemeinde Emlichheim, der größten altreformierten Gemeinde des Deutschen Reiches, fand am Reformationstag 1934 die Feier der deutschen Altreformierten zum 100-jährigen Jubiläum der „Abscheidung“ unter großer Beteiligung aus der Grafschaft Bentheim und aus Ostfriesland in enger Verbindung mit den Niederlanden statt.
Erst nach Ende des Zweiten Weltkriegs erfolgte die lang ersehnte staatliche Anerkennung als Körperschaft des öffentlichen Rechts zum 13. Oktober 1950. Die Niederländisch-reformierte Gemeinde zu Wuppertal wurde 1847 gegründet und ist seit 1983 Mitglied der Evangelisch-altreformierten Kirche. Die 1911 gegründete Filialgemeinde Brandlecht fusionierte 1969 wieder mit der Gemeinde Nordhorn. Die niederländische Sprache wurde Ende der 1960er Jahre aus den letzten Grafschafter Kirchenratsprotokollen verbannt, doch erlebt infolge des Zuzugs von Niederländern in den Grafschafter Grenzgemeinden seit ca. 2000 die niederländische Sprache unter den Altreformierten eine kleine Renaissance.
Seit dem Zusammenschluss verschiedener niederländischer evangelischer Kirchen zur Protestantischen Kirche in den Niederlanden (2004) arbeitet sie mit dieser Kirche eng zusammen. In den letzten Jahren kam es zu einer Annäherung an die Evangelisch-reformierte Kirche in Nordwestdeutschland, die seit 1989 zur überregionalen EKD-Gliedkirche Evangelisch-reformierte Kirche zählt. Bei den Synoden dieser Kirche sind die Altreformierten Gäste. Zum 1. Januar 2007 wurde ein Kooperationsvertrag mit der Evangelisch-reformierten Kirche geschlossen. Im Frühjahr desselben Jahres bot die Evangelisch-reformierte Kirche der altreformierten Kirche die „volle synodale Gemeinschaft“ an. Der Zusammenschluss scheiterte vor allem am Widerstand der altreformierten Gemeinden, die in einer Fusion mehr Nachteile als Vorteile sahen, den Verlust ihrer Identität befürchteten und ein Zusammenwachsen der Kirchen von der Basis und nicht von den Synoden her bevorzugten.
Die Gemeinden Campen und Emden fusionierten Anfang 2015. Die Gemeinde in Neermoor wurde zum 1. Januar 2017 aufgelöst.

## Ökumenische Beziehungen
Die Evangelisch-altreformierte Kirche ist heute mit anderen reformierten Kirchen bzw. Gemeinden in Deutschland und weltweit verbunden. So gehört sie z. B. dem Reformierten Bund, nicht aber der Evangelischen Kirche in Deutschland (EKD) und nicht der Vereinigung Evangelischer Freikirchen (VEF) an. Sie arbeitet eng mit der Protestantischen Kirche in den Niederlanden (zu der auch die vormals Gereformeerde Kerken in Nederland gehören) zusammen und ist über sie auch im Ökumenischen Rat der Kirchen präsent. Ferner gehört sie der Arbeitsgemeinschaft christlicher Kirchen (ACK) und dem Evangelischen Missionswerk in Hamburg an.
Im Dezember 2006 unterzeichneten die Evangelisch-reformierte Kirche (Synoden reformierter Kirchen in Bayern und Nordwestdeutschland) und die Evangelisch-altreformierte Kirche in Niedersachsen im Kloster Frenswegen bei Nordhorn einen kirchenhistorisch bedeutsamen Kooperationsvertrag. Die ev.-reformierte und die ev.-altreformierte Kirchengemeinden in Laar teilen sich seit 2009 eine gemeinsame Pfarrstelle. Seit 2013 ist die Evangelisch-altreformierte Kirche Mitglied in der Weltgemeinschaft Reformierter Kirchen.

## Theologie und Glaube

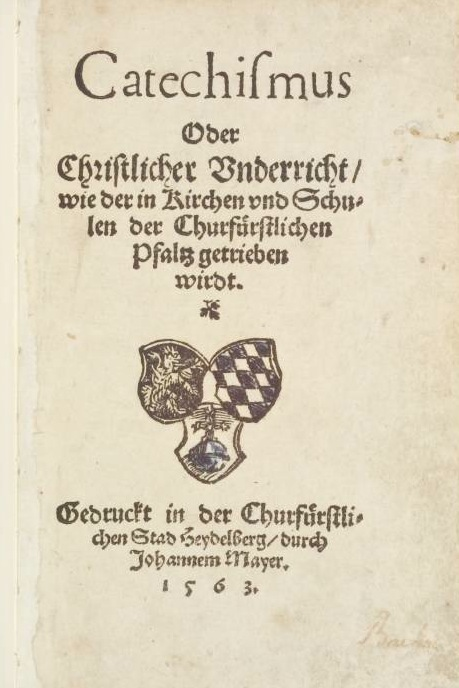
Heidelberger Katechismus von 1563

Die Evangelisch-altreformierte Kirche in Niedersachsen ist bewusst eine Bekenntniskirche. Ihre theologischen Grundlagen sind der Heidelberger Katechismus sowie die niederländischen reformierten Bekenntnisse Confessio Belgica und Dordrechter Lehrsätze.
Sie wurde nicht von Theologen, sondern von Gemeindegliedern gegründet. Die einzelnen Gemeinden sind relativ selbstständig, so dass es auch gewisse Unterschiede in Lehre und Praxis geben kann. Betont wird die Mündigkeit und Überschaubarkeit der Ortsgemeinde, die vom Kirchenrat geleitet wird. Jeder Haushalt wird alle ein bis zwei Jahre von zwei Vertretern des Kirchenrates besucht. Die Gemeindekirche lebt vom Engagement ihrer zahlreichen ehrenamtlichen Mitarbeiter. Missionarisch steht die altreformierte Kirche mit Gemeinden in Asien in enger Verbindung, insbesondere in Indonesien und Bangladesch.
Sonntäglich finden zwei Gottesdienste statt, in denen die Wortverkündigung zentral steht. Der Kirchenbesuch ist überdurchschnittlich. Früher wurden im zweiten Gottesdienst fortlaufend die Bekenntnisschriften ausgelegt, was heute nur noch vereinzelt der Fall ist. Nach wie vor kommt dem in reformierten Gemeinden üblichen Psalmengesang eine bedeutende Rolle zu. Die Altreformierten praktizieren Kindertaufe, wobei die versammelte Gemeinde die Funktion der Paten übernimmt. Der kirchliche Unterricht schließt sich an die Entlassung aus dem Kindergottesdienst (im Alter von etwa 10 Jahren) an, wird im Winterhalbjahr erteilt und erstreckt sich bis zur Volljährigkeit. Nachdem vor der Gemeinde die Frage nach dem Glauben öffentlich gestellt wurde, wird die Zulassung zum Abendmahl gewährt (entsprechend der Konfirmation). Dieses wird viermal im Jahr als Gedächtnismahl gefeiert.

## Verwaltung und Organisation
Die Evangelisch-altreformierte Kirche in Niedersachsen ist presbyterial-synodal strukturiert, sie wird also von der Basis her verwaltet und hat keinen Bischof oder Kirchenpräsidenten. Daher ist die örtliche Gemeinde grundsätzlich für ihre eigenen Angelegenheiten allein zuständig. Sie wird durch den Kirchenrat, zu dem der Pastor, die Ältesten (Presbyter) und die Diakone gehören, geleitet. Diese werden von den Gemeindegliedern gewählt, wobei der Pastor auf Lebenszeit, Älteste und Diakone auf vier bis sechs Jahre gewählt werden. Wahlberechtigt sind alle Glieder einer Gemeinde, die „öffentlich den Glauben bekannt“ haben, also konfirmiert sind.
Der Kirchenrat ist das höchste Organ der Gemeinde. Er entsendet jeweils für drei bis sechs Jahre zwei oder drei Vertreter in den übergeordneten Synodalverband und in die Synode, das Parlament der Evangelisch-altreformierten Kirche. In der Synode werden die übergemeindlichen Angelegenheiten geregelt. Vorsitzender der Synode ist der Präses, für die Zeit von 2024 bis 2030 Pastor Gerold Klompmaker aus Bad Bentheim. Sekretär und Adresse der Synode ist Pastor Hermann Teunis aus Hoogstede (Stand: 2025).

## Gemeinden
| Gemeinde            | Bild   | Gründung | Mitglieder (2024) | Bemerkungen |
| Ostfriesland        |        |          |                   | |
| Bunde               |        | 1858     | 338               | Bereits ab 1835 altreformierte Versammlungen in Privathäusern. Gründung durch Pastor Gerd Kramer (Veldhausen) mit 28 Personen. 1859 erstes Kirchengebäude, das 1860 durch einen Sturm zerstört wurde. 1870 zweite Kirche, heutige von 1965. |
| Campen-Emden        |        | 1854     | 209               | Campen ist die älteste altreformierte Gemeinde in Ostfriesland, deren Entstehung maßgeblich auf den Landwirt und Laienprediger Heye Gossen Heikens (1806–1884) zurückgeht. Erstes Kirchengebäude von 1866, heutiges im neugotischen Stil von 1905. Weites Einzugsgebiet. Kirchengemeinde 2015 mit Emden fusioniert. |
| Emden               |        | 1856     |                   | Gründung durch Pastor Cornelis van Oever (Rotterdam). 1858 erstes Kirchengebäude, das 1941 und 1944 durch Bomben zerstört wird, heutiges Gebäude von 1950. 2015 mit Campen fusioniert. |
| Ihrhove             |        | 1860     | 194               | Gründung durch die Pastoren Gerd Kramer (Veldhausen) und J.H. Vos (Uelsen) mit neun Personen. 1862 erstes Kirchengebäude, heutiges von 1960. Von 1975 bis 2015 teilten sich Neermoor und Ihrhove eine gemeinsame Pastorenstelle. |
| Neermoor            |        | 1861     |                   | Ehemals kleinste altreformierte Gemeinde. Gründung durch Pastor Jan Berend Sundag (Bentheim) mit acht Personen. Kirchengebäude von 1865. Von 1975 bis 2015 teilten sich Neermoor und Ihrhove eine gemeinsame Pastorenstelle. Die Gemeinde Neermoor wurde zum 1. Januar 2017 aufgelöst. |
| Grafschaft Bentheim |        |          |                   | |
| Bad Bentheim        |        | 1840     | 602               | Gründung in Waldseite (Gildehaus) unter Leitung von Jan Berend Sundag (Samern). Entstehung ist eng mit den Gemeinden in Brandlecht, Gildehaus und Schüttorf verbunden. Heutiges Kirchengebäude von 1898, das 1956 einen Erweiterungsumbau erfuhr. |
| Emlichheim          |        | 1845     | 1418              | Größte altreformierte Gemeinde. Gründung in Vorwald unter Leitung von Jan Berend Sundag (Samern). 1853 erstes Kirchengebäude, 1882 ein zweites, heutiges von 1982/1983. |
| Hoogstede           |        | 1953     | 348               | Die 1845 in Tinholt unter Leitung von Jan Berend Sundag (Samern) gegründete Gemeinde wanderte 1847 fast vollständig in die USA aus. Der Rest schloss sich bis 1953 Veldhausen und Emlichheim an. 1953 Neugründung und heutiges Kirchengebäude. |
| Laar                |        | 1885     | 219               | Gründung mit 86 Personen. 1879 erstes Kirchengebäude, heutiges von 1979. |
| Nordhorn            |        | 1911     | 1017              | Gemeindegründung mit 68 Personen, zeitgleich mit der Gemeinde Brandlecht. 1969 Zusammenschluss beider Gemeinden. 1909 erstes Kirchengebäude, heutiges von 1970. |
| Uelsen              |        | 1838     | 654               | Älteste altreformierte Gemeinde. Gründung ohne Pastoren mit 17 Personen sowie vier, die bereits ausgetreten waren. 1850/1851 erstes Kirchengebäude, heutiges von 1959/1960. Weites Einzugsgebiet. |
| Veldhausen          |        | 1849     | 686               | Erstes Gemeindehaus 1852, 1887 zweites Kirchengebäude, heutiges von 1956. |
| Wilsum              |        | 1848     | 349               | Gründung in Schonefeld. 1849 wurde Jan Bavinck erster Pastor. 1849 diente eine umgebaute Scheune als erstes Gotteshaus, zweite Kirche von 1869 bis 1910 genutzt, heutiges Gebäude von 1987. |
| Sonstige            |        |          |                   | |
| Wuppertal           |        | 1847     | 168               | Gründung der Niederländisch-reformierten Gemeinde zu Elberfeld durch Hermann Friedrich Kohlbrügge; 1849 erstes Kirchengebäude, das 1943 durch Bomben zerstört wurde. Bis 1967 versammelte die Gemeinde sich in der Friedhofskapelle und danach in der Alten reformierten Kirche Wuppertal, seit 1989 wieder in der Friedhofskapelle, die in „Gemeindehaus“ umbenannt wurde. Seit 2001 Vollmitgliedschaft in der Evangelisch-altreformierten Kirche. |
| Gesamt              | Gesamt | Gesamt   | 6200              | |